# If I Never See Your Face Again
If I Never See Your Face Again е песен от втория студиен албум „It Won't Be Soon Before Long“ на поп-рок групата Maroon 5. Нова версия на песента с участието на Риана е издадена като четвърти сингъл от албума. Автори на песента са вокалистът Адам Лавин и китаристът Джеймс Валънтайн, а продуценти са Майк Елизондо, Марк Стънт и Maroon 5.